# 约翰·麦克曼勒斯
约翰·麦克曼勒斯（1916年12月25日—2006年11月4日），CBE、FBA。英国教士及宗教历史学家，专注于18世纪法国的教会和宗教相关的研究。他是牛津大学万灵学院基督教历史钦定教授和教士道友。